# OH 16
OH 16 es el nombre de catálogo, conocido comúnmente como George, de un cráneo parcial fósil de Homo habilis, de una antigüedad de 1,7 millones de años (dentro del Calabriense) hallado por Maiko Mutumbu en 1963 en la garganta de Olduvai y descrito en 1964 por L. Leakey y M. Leakey.
Las iniciales OH del nombre corresponden a Olduvai gorge Hominid. Los restos se conservan en el Museo Nacional de Dar Es Salaam (Tanzania).

## Descripción
El hallazgo del cráneo y su posterior reconstrucción fueron difíciles debido a la forma en que estaba incrustado en la roca y la cantidad de pequeñas piezas que lo componían, hasta 107. Una vez re ensamblado se pudo hacer una estimación del volumen craneal, que fue re ajustada en función de la edad del individuo, OH 16 correspondería a un subadulto, concluyendo en un volumen de unos 623 cm³.
El cráneo OH 16 es más fino y grande que el de Australopithecus, lo que lo encuadró, según Louis Leakey y colegas, dentro de H. habilis. Según Stringer, OH 16 no se podría encuandrar en H. habilis, y Robinson (1965) lo registra como Homo erectus e, incluso otros abogan por crear un nuevo taxon para los Homo de Olduvai.
OH 16, como OH 13, fueron encontrados asociados a herramientas de piedra.